# أم العروسة (فلم)
أم العروسة فيلم مصري عرض عام 1963م بطولة عماد حمدي وتحية كاريوكا وسميرة أحمد ويوسف شعبان وحسن يوسف وإخراج عاطف سالم.

## قصة الفيلم
يحكي الفيلم عن عائلة تتكون من أب وأم و3 أخوة و4 بنات تنحدر الأختين الذين هم الأكبر سنا للوقوع في الحب من شابان الشاب الأول يوسف شعبان والشاب الثاني حسن يوسف ومن هنا تنحدر المواقف لموافقة الأب لأن الأب لايملك أموالا ولأنه موظف على قدر نفسه وينفذ كل الأشياء ليَسِر ابنته. وهكذا فإن (حسين) رب الأسرة المصرية الكبيرة، يعاني من مشاكل تدبير تكاليف زيجة ابنته الكبرى، فيقرر اختلاس المبلغ من عهدته المالية في الشركة التي يعمل بها بنية رده فيما بعد. ويتعرض الفيلم للحياة الاجتماعية للأسرة المصرية في ذلك الوقت من هذه الزاوية.، حيث يحضر الأموال تحت ضغط المال والحاجة، وينفذ الفرح وفي نهاية الفيلم يطلب الشاب الثاني وهو حسن يوسف الزواج من ابنته الثانية ولكن يقول للوالد (أنا سأحضر المهر والشبكة وغيره من الأشياء ومن ثم يبتسم ويوافق. ينتهي عندها الفيلم، الذي كان قد دخل ضمن قوائم التصفية النهائية لجائزة الأوسكار فئة أفضل فيلم ناطق بلغة غير الإنجليزية في العام التالي لعرضة في مصر لكنه خرج من هذة التصفيات سريعا

## فريق العمل
- الإخراج::عاطف سالم
- التأليف: :عبد الحميد جودة السحار (قصة وحوار) - عبد الحي أديب (سيناريو)

### الممثلين
| - تحية كاريوكا:زينب - عماد حمدي:حسين مرزوق - سميرة أحمد:أحلام - يوسف شعبان:جلال - حسن يوسف:شفيق - مديحة سالم:نبيلة - عدلي كاسب:مصطفى هلال | - ملك الجمل:والدة جلال - إحسان شريف:أم فايزة/خالة جلال - خيرية أحمد:فايزة - إسكندر منسي:مرقص - عبد المنعم إسماعيل:رجل بالحارة - إيناس عبد الله:طفلة - عاطف مكرم:طفل | - سليمان الجندي:سامى حسين مرزوق - مختار السيد:ضابط الشرطة - فوقية منصور:ضيفة في الفرح - عبد الرحمن العربي:طفل - حسين إسماعيل:الطباخ - عباس رحمي - طوسون معتمد |

## روابط خارجية
- مقالات تستعمل روابط فنية بلا صلة مع ويكي بيانات